# خاطرات واپس‌رانده‌شده
خاطرات واپس‌رانده‌شده (انگلیسی: Repressed memory) پدیده‌ای بحث‌انگیز و به‌طور گسترده‌ای بی‌اعتبار از دید علمی در روان‌پزشکی است که شامل ناتوانی در به‌خاطر آوردن اطلاعات خودزندگی‌نامه‌ای که معمولاً دارای ماهیت روان‌خراش یا استرس‌زا هستند، می‌شود. این مفهوم ابتدا در نظریه روان‌کاوی مطرح شد که در آن واپس‌رانی نوعی سازوکار دفاعی شناخته می‌شود که تجربیات دردناک و تکانه‌های ناپذیرفتنی را از آگاهی حذف می‌کند. خاطرات واپس‌رانده‌شده در حال حاضر عمدتاً توسط تحقیقات پشتیبانی نمی‌شود. زیگموند فروید در ابتدا ادعا کرد که خاطرات قدیمی ترومای کودکی می‌توانند واپس‌رانده شوند؛ در حالی که ناخودآگاه روی رفتار کنونی و واکنش عاطفی اثر داشته باشند. فروید بعدتر در این باور تجدید نظر کرد.